# Exposome-NL
Exposome-NL is een Nederlands consortium dat samenwerkt op het gebied van exposoom onderzoek.
Binnen Exposome-NL werken wetenschappers uit vakgebieden als de blootstellingswetenschap, milieuwetenschappen, cardiovasculaire en metabole gezondheid, klinische epidemiologie, voedingsepidemiologie, geowetenschappen, agent-gebaseerde modellering, moleculaire biologie, chemie en bio-informatica en biostatistiek.
In januari 2020 ging het landelijke Exposome-NL onderzoeksprogramma onder leiding van prof. dr. ir. Roel Vermeulen van start. Het programma werd in 2019 een financiering van 17,4 miljoen euro toegekend middels een zwaartekracht programma van NWO. De deelnemende instituten dragen daarnaast nog eens 8 miljoen euro bij aan het programma.

## Onderzoekslijnen
Het wetenschappelijk onderzoek van Exposome-NL is georganiseerd in drie onderzoekslijnen.
- Blootstelling meten
- Koppelen van exposoom en gezondheid
- Ontwikkeling van belichtingsinterventies

## Onderwijs
In februari 2021 organiseerde Exposome-NL voor de eerste keer een publiek toegankelijke Massive open online course (MOOC) over het exposoom.

## Partners
- Amsterdam UMC
- Rijksuniversiteit Groningen (RUG)
- Universiteit Leiden
- Universitair Medisch Centrum Utrecht (UMCU)
- Universiteit Utrecht

## Raad van bestuur
In de raad van bestuur zitten de 6 hoofdonderzoekers van Exposome-NL.
- Prof. Roel Vermeulen - Universiteit Utrecht
- Prof. Joline Beulens - Amsterdam UMC
- Prof. Rick Grobbee - Universiteit Utrecht
- Prof. Sasha Zhernakova - Rijksuniversiteit Groningen
- Prof. Thomas Hankemeier - Universiteit Leiden
- Prof. Mei-Po Kwan - Universiteit Utrecht

## Wetenschappelijke adviesraad
- Prof. Eric Rimm - Harvard University
- Prof. Jeff Brooks - Universiteit van Toronto
- Prof. Dean Jones - Emory-universiteit
- Prof. Effy Vayena - Eidgenössische Technische Hochschule Zürich
- Prof. Maria De lorio - Nationale Universiteit van Singapore